# Scaldo

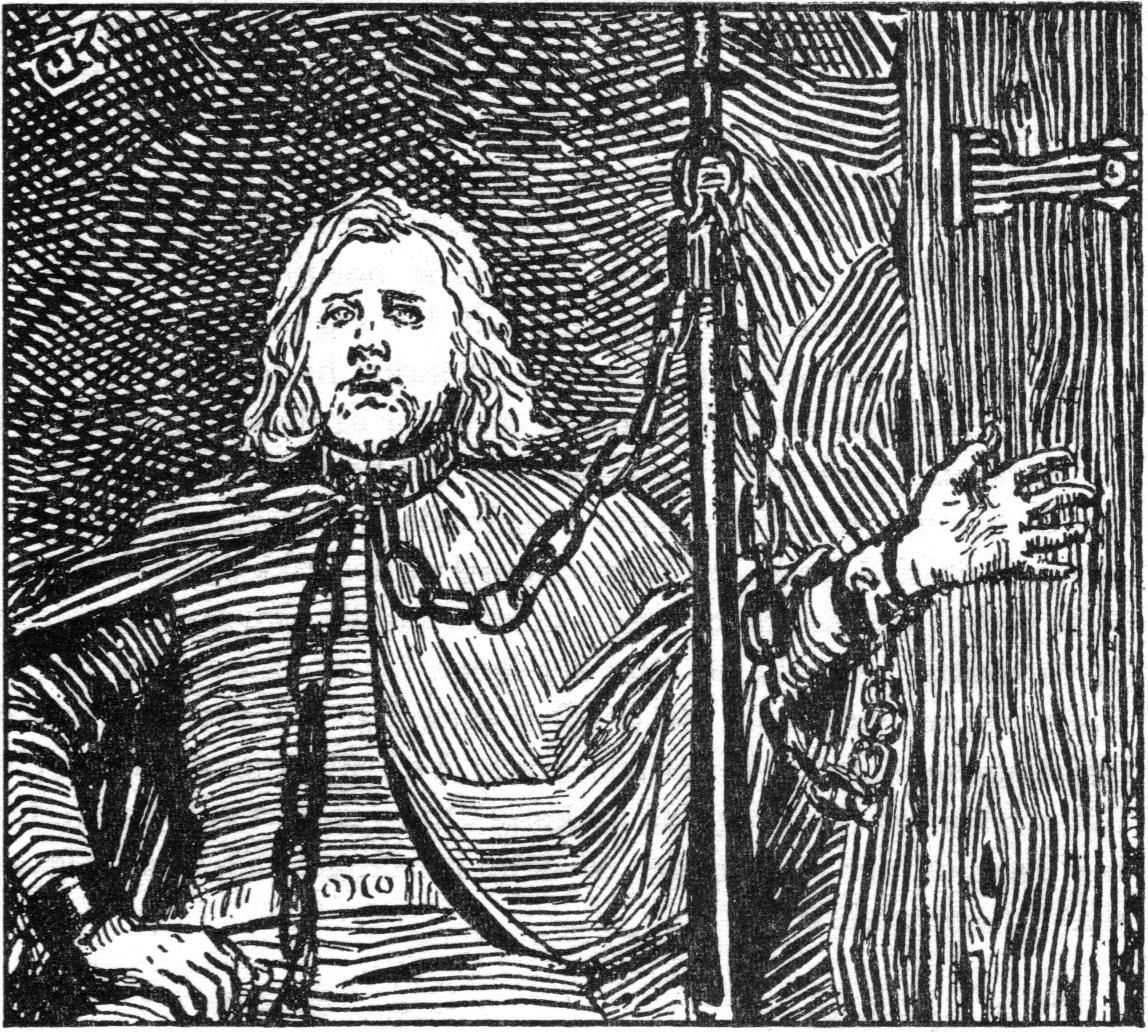
Lo scaldo Bersi Skáldtorfuson, in catene, compone poesia dopo che è stato catturato dal re Óláfr Haraldsson (illustrazione di Christian Krohg per l'edizione del 1899 della Saga di Sant'Olaf dell'Heimskringla)

Lo scaldo (in norreno skáld, pronunciato prima /ˈskald/ poi /ˈskɒːld/; in islandese /skault/, lett. "poeta") era un poeta presso le corti scandinave durante l'epoca vichinga. Lo stile poetico degli scaldi, detto poesia scaldica, si contrappone alla poesia eddica, cioè lo stile dell'Edda poetica.
Lo scaldo componeva versi utilizzando complicati meccanismi metrici in cui dimostrava la propria erudizione e si serviva del numeroso materiale leggendario della mitologia norrena. Inoltre, gli scaldi erano spesso consiglieri di corte e guerrieri. La vita politica non era staccata dal loro mestiere, ma anzi da essa prendevano spunto. Il loro compito era, almeno alle origini, di elogiare i signori presso cui vivevano, ma successivamente l'encomio divenne soltanto una parte della poesia scaldica. I poeti non componevano più solo per soddisfare il proprio signore ma per riversarvi le proprie speranze, i propri sentimenti e descrivere la propria vita. Divenne quindi anche una poesia di riflessione.
Fino al XII secolo, quando con l'avvento della Cristianità monaci e amanuensi gradualmente stabilirono per sé un diritto esclusivo sulla forma generalmente orale dell'arte scaldica, gli scaldi viaggiavano di paese in paese, accolti come ospiti onorati dei sovrani, normalmente ricevendo in cambio delle loro canzoni doni preziosi come anelli e gioielli di grosso valore, anche se a volte il pagamento era in contanti. Nel XIII secolo Snorri Sturluson compose l'Edda in prosa per preservare un'apprezzabile comprensione della loro arte, che era sul punto di estinguersi. Anche la raccolta Heimskringla di Snorri conserva molti poemi.
Le esigenze tecniche della forma scaldica sono uguali ai complicati versi composti dai bardi gallesi e dai maestri irlandesi (i cosiddetti "ollaves"), e come questi poeti, molti dei versi scaldici consistevano in lunghi panegirici al re e agli aristocratici, o memoriali e testimonianze delle loro battaglie. Re e nobili, a loro volta, non erano soltanto intelligenti ascoltatori e apprezzatori degli scaldi talentuosi; alcuni di loro erano anch'essi poeti.
La poesia scaldica era una poesia innanzitutto elitaria e colta. Potrebbe essere paragonata alla poesia cortese dei secoli centrali del Medioevo. Per ogni componimento, lo scaldo riceveva una ricompensa, chiamato skaldfé ("ricompensa dello scaldo") o bragarlaun ("dono per una poesia").

## Etimologia
La parola skáld è collegata al proto-germanico skalliz e all'antico alto tedesco skal "suono, voce". Quest'ultimo è correlato alla radice skelt- identica alla forma norrena skáld. Nel mondo anglosassone si usava il termine scop.

## Poesia scaldica
La maggior parte dei versi nordici dell'epoca vichinga assunse una delle due forme: eddica o scaldica. Tipicamente i versi eddici erano semplici, in termini sia di contenuti sia di stile e metrica, perfettamente in accordo con le storie mitologiche o eroiche che narravano. I versi scaldici, al contrario, erano complessi, intricati e composti da difficili formule metriche, note e parafrasi, note come kenningar.
I poemi scaldici potevano trattare ogni genere di argomento. Molti erano dedicati a re o jarlar, per celebrare le loro gesta e la loro vita. Altri trattavano argomenti mitologici, oppure venivano composti per particolari occasioni (famosi quelli di Egill Skallagrímsson).
I generi scaldici erano essenzialmente tre:
- drápa: lunga serie di strofe (di solito dróttkvætt) intervallate da ritornelli (stefar)
- flokkr, vísur o dræplingr, una serie di strofe corte senza ritornello
- lausavísa, una strofa singola, spesso nata come improvvisazione

## Lista di scaldi
Tra gli scaldi di maggiore fama si annoverano:
- Arnórr Þórðarson Jarlaskald
- Auðunn illskælda, favorito di Harald Bellachioma
- Bersi Skáldtorfuson
- Bragi Boddason, autore del Ragnarsdrápa
- Egill Skallagrímsson, autore del Sonatorrek, Höfuðlausn e Arinbjarnarkviða
- Eilífr Goðrúnarson, autore del Þórsdrápa
- Einarr skálaglamm Helgason, autore di Vellekla
- Einarr Skúlason, autore di Geisli
- Eyjólfr dáðaskáld
- Eyvindr skáldaspillir, autore di Hákonarmál e Háleygjatal
- Eysteinn Valdason
- Grettir Ásmundarson, poeta islandese e protagonista della Grettis saga
- Gunnlaugr Illugason, soprannominato Ormstunga "Lingua di serpente", per la propensione alla satira e all'invettiva
- Halldórr ókristni
- Hallfreðr vandræðaskáld Óttarsson poeta di corte del Re Óláfr Tryggvason
- Harald III Sigurdsson
- Jórunn skáldmær, poetessa norvegese
- Kormákr Ögmundarson, il protagonista della Kormáks saga
- Markús Skeggjason, poeta del XII secolo
- Ormr Steinþórsson[4], poeta dell'XI secolo
- Ölvir hnúfa, scaldo e hersir norvegese favorito di Harald Bellachioma
- Sigvatr Þórðarson
- Skapti Þóroddsson: anche lögsögumaður in Islanda
- Steinunn Refsdóttir, poetessa islandese del X secolo
- Tindr Hallkelsson uno dei poeti della corte di Hákon Sigurðarson
- Þjóðólfr da Hvinir, autore di Haustlöng e di Ynglingatal
- Þórarinn loftunga
- Þorbjörn dísarskáld
- Þorbjörn Hornklofi, poeta norvegese favorito di Harald Bellachioma
- Þórir Jökull Steinfinnsson
- Þorkell Hamarskáld
- Þórvaldr Hjaltason, scaldo del re svedese Eric il Vittorioso
- Úlfr Uggason, autore di Húsdrápa
- Vetrliði Sumarliðason
- Vigfúss Víga-Glúmsson, autore di due lausavísur e protagonista della Víga-Glúms saga

## Nella cultura di massa
- Il gruppo musicale folk norvegese Wardruna ha pubblicato nel 2018 un album intitolato Skald, contenente anche un brano omonimo.
- Il gruppo musicale neofolk francese SKÁLD prende il suo nome dagli scaldi norreni.